# Carla Pohle
Carla Pohle (* 16. Februar 1883 oder 1885 in Lehe; † 13. Januar 1962 in Gauting) war eine deutsche Malerin. Sie war Teil der Münchener Neue Secession und zwei ihrer Werke wurden als „Entartete Kunst“ zerstört.

## Leben
Pohle wurde 1883 in Lehe (Teil der damaligen Gemeinde Wesermünde) geboren. Ihr Vater Karl war Kapitän und ihre Mutter Clara Lehrerin. Sie hatte zwei Brüder und die Schwester Gretchen, die den italienischen Dirigenten Ernesto La Villa heiratete. Im Jahr 1892 zog sie mit ihrer Familie nach Genua, wo sie ein Kloster besuchte und mit dem Malen begann.

### Künstlerin in München
Die Familie kehrte 1897 nach Bremerhaven zurück und Pohle ging für drei Jahre an die Staatliche Kunstschule Berlin. Danach studierte sie ab 1900 für zwei Jahre an der Staatlichen Akademie in Kassel und ging dann 1902 nach München. Dort studierte sie von 1903 bis 1905 an der Debschitz-Kunstschule in München. In dieser Zeit lernte sie die Künstlerinnen Käthe Kollwitz und Mathilde Rüstow kennen, die sie mehrfach porträtierte. Angeblich war sie auch mit Gabriele Münter, Wassily Kandinsky, und Oskar Kokoschka befreundet. Sie war als Gast an der 1. Ausstellung der Neue Künstlervereinigung München 1909 beteiligt. Außerdem stellte sie 1910 und 1923 in der Galerie Thannhauser in München aus und war 1927 oder 1928 Mitglied in der Münchener Neue Secession. Während ihrer Zeit in München lebte sie zunächst in der Schönfeldstraße mit einem jüdischen Freund und später in der Kaulbachstraße mit ihrer Freundin Katharina von Sanden. Außerdem zog ihre Mutter zu einem unbekannten Zeitpunkt nach München, wo sie verstarb.

### Verschiedene Umzüge
Zu einem unklaren Zeitpunkt zog Pohle mit von Sanden auf einen Bauernhof in Rimsting am Chiemsee. Im Jahr 1928 unternahm sie eine Reise mit einer Freundin nach Istanbul, wo einige Aquaralle entstanden. Skizzen aus Lesbos und Patras deuten auf eine längere Reise hin. Zurück in Deutschland zog sie 1929 mit von Sanden nach Feldafing an den Kalvarienberg. Möglicherweise verarmte von Sanden durch die Weltwirtschaftskrise, weshalb die beiden fortan in ärmlichen Verhältnissen lebten. Schließlich zogen sie im Mai 1931 nach Herrsching am Ammersee, wo von Sanden nach ein paar Jahren starb. Zuerst wohnten sie in der ehemaligen Keramikfabrik in der Promenadenstraße (heute Rudolf-Hanauer- / Madeleine-Ruoff-Straße) und später zog sie in den Gemeindeteil Lochschwab (Gachenaustraße 21) um.

### NS-Zeit und Lebensende
Zu Weihnachten 1933 spendete sie ein Ölbild an die Herrschinger Volksschule. Im Jahr 1937 wurden ihre Werke Die Kranke und An der Ostsee aus der Bayerischen Staatsgemäldesammlungen als „Entartete Kunst“ enteignet und in der Folgezeit zerstört wurde. Ersteres erwarb die Gemäldesammlung 1927 aus der Ausstellung der Münchener Neue Secession, das zweite wiederum das Kestner-Museum in Hannover. In den Jahren 1939 und 1941 kauften die Sammlung des Lenbachhauses und die Staatliche Graphische Sammlung München Werke von ihr an. Nach 1954 fand eine Ausstellung im Kurpfälzischen Museum Heidelberg statt. In Herrsching lebte sie in einer Wohngemeinschaft in Armut und kaufte eher Malutensilien als Nahrungsmittel.
Sie erkrankte an Tuberkulose und starb im Januar 1962 im Sanatorium Gauting. Sie wurde in Herrsching begraben.

## Rezeption
Im Jahr 2011 wurde der Nachlass Rüstow aufgelöst. Dabei wurden die Werke von Pohle durch einen Antiquitätenhändler in Gräfelfing ausgestellt, dann aber ohne Verzeichnis verkauft. Anfang 2024 startete der Herrschinger Kulturverein einen Aufruf, um Bilder und Informationen über Pohle zu sammeln. Ergebnis war eine Ausstellung im November 2024 im Kurparkschlösschen in Herrsching. In der Ausstellung waren insgesamt 60 Radierungen, 22 Aquarelle und 40 Bleistiftzeichnungen zu sehen.
Das Werkverzeichnis umfasst 433 Kunstwerke, davon allein 200 Kaltnadelradierungen sowie ein Skizzenbuch von 1924 und ein Selbstbildnis in Öl.
Acht Werke von Pohle befinden sich in der Sammlung des Lenbachhauses.